# Glenea bidiscovittata
Glenea bidiscovittata é uma espécie de escaravelho da família Cerambycidae. Foi descrita por Stephan von Breuning em 1969.